# Coleonema
Coleonema é um género botânico pertencente à família Rutaceae. As suas oito espécies conhecidas são todas originárias da região ocidental da Província do Cabo, na África do Sul. Na Austrália, onde são cultivadas como plantas ornamentais, são por vezes referidas como Diosma.